# Opończykowce
Opończykowce (Encalyptales) – rząd mchów (prątników). Jest to takson monotypowy tj. należy doń jedna rodzina – opończykowate Encalyptaceae. Należą do niej dwa rodzaje z ok. 34 lub ponad 40 gatunkami. Rośliny te występują w większości na półkuli północnej, ale kilka gatunków jest szeroko rozprzestrzenionych na obszarach górskich, rosnąc na wszystkich kontynentach (w tym także na Antarktydzie) i większych wyspach oceanicznych. W Polsce rośnie 7 gatunków z rodzaju opończyk Encalypta. Są to mchy naskalne, tworzące zbite darnie, rosnące w szczelinach skał wapiennych i bezwapiennych, także na murach.

## Morfologia
GametofitRośliny jednopienne, rzadko dwupienne. Tworzą często zbite darnie, niebieskozielone, matowe. Łodyżki w dole pokryte chwytnikami, w przekroju trójkątne lub pięciokątne, gęsto ulistnione. Listki wyrastają w 5 lub 8 szeregach, językowate, zakończone tępo lub z wyciągniętym żebrem. Komórki u nasady liścia hyalinowe (przejrzyste), prostokątne, poza tym sześcioboczne, silnie brodawkowate. Listki z wyraźnym żebrem, na brzegu płaskie lub podwinięte. W stanie suchym wzniesione i zwykle skręcone, w stanie wilgotnym mniej lub bardziej rozpostarte.
SporofitSeta wyrasta ze szczytu łodyżek gametofitu, jest prosto wzniesiona, ma zróżnicowaną długość i barwę od czerwonej, przez brązową do czarnej. Zarodnia walcowata, prosto wzniesiona, gładka lub bruzdowana podłużnie, rzadziej spiralnie. Czepek okazały, zakrywający całą zarodnię. Wieczko z prostym i długim dzióbkiem na szczycie, odpada wraz z czepkiem. Perystom pojedynczy lub podwójny. Jego zęby są płaskie, często też żeberkowane i brodawkowane.

## Systematyka
Monotypowy rząd opończykowce Encalyptales Dixon należy do podklasy Funariidae Ochyra (bywał wyodrębniany też w monotypowej podklasie Encalyptidae), klasy prątniki Bryopsida Rothm., podgromady Bryophytina Engler, gromady mchy Bryophyta Schimp. Do rzędu należy jedna rodzina – opończykowate Encalyptaceae Schimp. z dwoma rodzajami.
Wykaz rodzajów
- Bryobrittonia R. S. Williams
- Encalypta Hedw. – opończyk